# 亚历山德罗·韦洛托
亚历山德罗·韦洛托（義大利語：Alessandro Velotto，1995年2月12日—），意大利水球运动员。他曾代表意大利参加2016年和2020年夏季奥林匹克运动会水球比赛，其中2016年奥运会收获一枚铜牌。